# Arabis
Arabis là chi thực vật có hoa trong họ Cải.